# 埃洛奥尔
埃洛奥尔（Eloor），是印度喀拉拉邦Ernakulam县的一个城镇。总人口30092（2001年）。

## 人口
该地2001年总人口30092人，其中男性15087人，女性15005人；0—6岁人口3422人，其中男1686人，女1736人；识字率83.52%，其中男性为85.58%，女性为81.45%。